# Ipomoea plummerae
Espèce
Ipomoea plummerae est une espèce de plantes dicotylédones de la famille des Convolvulaceae,  tribu des Ipomoeeae, originaire d'Amérique du Nord et d'Amérique du Sud.
C'est une plante herbacée vivace aux racines tubérisées. Cette espèce présente une morphologie foliaire très variable.

## Description
Ipomoea plummerae est une plante herbacée vivace, à port prostré ou décombant. Les tiges, glabres, ramifiées, plus ou moins lignifiées à la base, peuvent atteindre un mètre de long. Cette espèce présente des racines tubérisées d'environ 3 cm de long sur 1,5 cm de large.
Les feuilles sont pétiolées (pétiole de 3 à 15 mm de long), avec un limbe profondément découpé, palmatiséqué, composé de 5 à 9 segments linéaires à linéaires-oblancéolés, parfois bifides ou trifides, à l'apex obtus, de 3 à 30 mm de long sur 1 à 3 mm de large, les segments extérieurs étant plus courts que ceux du milieu,.

Les fleurs, solitaires, présentent un pédoncule de 5 à 12  mm de long, des bractéoles filiformes de 1 à 2 mm de long et un pédicelle 1 à 4 mm de long. Les sépales sont légèrement inégaux, ceux de l'extérieur, oblongs, muriqués, aigus à obtus, ont 5,5 à 7 mm de long, et ceux de l'intérieur, similaires, de 7 à 9 mm de long, avec de larges marges scarieuses et une nervure centrale verte, parfois muriquée. La corolle, glabre, longue de 12 à 3 cm, est en forme d'entonnoir (infundibuliforme)  avec un tube blanc sale à rose et un limbe rose foncé à violet, d'environ 2 cm de diamètre.

Le fruit est une capsule glabre,  longue de 6 à 7 mm, globuleuse à subglobuleuse, avec le style élancé persistent. Elle contient 4 à 6 graines de 3 à 5 mm de long, brun foncé, finement tomenteuses,.

## Distribution et habitat
L'aire de répartition de Ipomoea plummerae, disjointe, s'étend :
- d'une part en Amérique du Nord, depuis le sud des États-Unis (Arizona, Nouveau-Mexique et Texas), jusqu'au Mexique, où la plante a été signalée dans la cordillère Néovolcanique et dans la sierra Madre del Sur, dans les États de Chihuahua, Coahuila, Nuevo León, San Luis Potosí, Jalisco, Michoacán, México, District fédéral et Veracruz[2],[3],[4],

- et d'autre part en Amérique du Sud, en Colombie, au Pérou, en Bolivie et dans le nord de l'Argentine[3],[4],[2].

La plante pousse dans les zones boisées de chênes et de pins, à des altitudes s'échelonnant de 2000 à 2400 mètres. La floraison intervient de juillet à septembre,.

## Taxinomie
L'espèce Ipomoea plummerae a été décrite en premier par le botaniste américain Asa Gray et publiée en 1886 dans Synoptical Flora of North America éd. 2 2(1): 434.

C'est une espèce relativement proche de la patate douce (Ipomoea batatas), dont elle diverge dans la classification au niveau du sous-genre (subgenus Quamoclit, section Leptocallis).

### Synonymes
Selon The Plant List (8 janvier 2020) :
- Ipomoea armata var. patens (A. Gray) M.E. Jones
- Ipomoea capillacea var. patens A. Gray
- Ipomoea cuneifolia Gray, non Meisn.[7]
- Ipomoea egregia House[7]
- Ipomoea patens (A. Gray) House
- Ipomoea plummerae var. cuneifolia (Gray) J.F. Macbr.[7]
- Ipomoea plummerae var. egregia (House) Soreng & Spellenberg[7]
- Quamoclit pedata M. Martens & Galeotti

### Liste des variétés
Selon Tropicos (8 janvier 2020) (Attention liste brute contenant possiblement des synonymes) :
- Ipomoea plummerae var. cuneifolia (A. Gray) J.F. Macbr.
- Ipomoea plummerae var. cupulata J.A. McDonald
- Ipomoea plummerae var. plummerae